# The Grip of Love
The Grip of Love è un cortometraggio muto del 1917 diretto da Allen J. Holubar (Allen Holubar)

## Produzione
Il film fu prodotto dall'Universal Film Manufacturing Company.

## Distribuzione
Distribuito dall'Universal Film Manufacturing Company, il film - un cortometraggio in tre bobine - uscì nelle sale cinematografiche statunitensi l'8 maggio 1917.